# Alexandra Nancarrow
Alexandra Nancarrow (Canberra, 1 september 1993) is een tennisspeelster uit Australië. Nancarrow begon op vierjarige leeftijd met tennis. Haar favoriete ondergrond is gravel. Nancarrow speelt rechtshandig en heeft een enkelhandige backhand.

## Loopbaan
In 2015 kreeg Nancarrow een wildcard voor het vrouwendubbelspel van het Australian Open, samen met landgenote Maddison Inglis, waarmee zij haar eerste grandslamtoernooi speelde.
Naast vier ITF-titels in het enkelspel bezit zij twintig dubbelspeltitels.

## Posities op deWTA-ranglijst
Positie per einde seizoen:
| jaar | rang enkelspel | rang dubbelspel |
| ---- | -------------- | --------------- |
| 2009 | –              | 1012            |
| 2011 | –              | 1085            |
| 2012 | 897            | 807             |
| 2013 | 919            | 730             |
| 2014 | 389            | 356             |
| 2015 | 453            | 410             |

## Resultaten grandslamtoernooien
| Legenda | Legenda                          |
| ------- | -------------------------------- |
| g.t.    | geen toernooi gehouden           |
| l.c.    | lagere categorie                 |
| –       | niet deelgenomen                 |
| G       | uitgeschakeld in de groepsfase   |
| 1R      | uitgeschakeld in de eerste ronde |
| 2R      | uitgeschakeld in de tweede ronde |
| 3R      | uitgeschakeld in de derde ronde  |
| 4R      | uitgeschakeld in de vierde ronde |
| KF      | uitgeschakeld in de kwartfinale  |
| HF      | uitgeschakeld in de halve finale |
| F       | de finale verloren               |
| W       | het toernooi gewonnen            |
| w-v     | winst/verlies-balans             |

### Vrouwendubbelspel
| toernooi        | 2015 |
| --------------- | ---- |
| Australian Open | 1R   |
| Roland Garros   | –    |
| Wimbledon       | –    |
| US Open         | –    |